# Medwedowskaja
Medwedowskaja (russisch Медве́довская; auch Медвёдовская, Medwjodowskaja) ist eine Staniza in der Region Krasnodar in Russland mit 16.793 Einwohnern (Stand 14. Oktober 2010).

## Geographie
Der Ort liegt knapp 50 km Luftlinie nördlich des Regionsverwaltungszentrums Krasnodar bei der Mündung des Kotschety in den Kirpili, einen Zufluss des Asowschen Meeres.
Medwedowskaja gehört zum Rajon Timaschowski und befindet sich knapp 20 km südsüdöstlich von dessen Verwaltungszentrum Timaschewsk. Die Siedlung ist Sitz der Landgemeinde Medwedowskoje selskoje posselenije, zu der außerdem die Weiler (chutor) Bolschewik (8 km östlich) und Leninski (6 km südöstlich) gehören.

## Geschichte
1794 wurde von aus der Saporoger Sitsch umgesiedelten Kosaken eine Kurinsiedlung auf der Taman-Halbinsel, vermutlich an Stelle der heutigen Staniza Kurtschanskaja, gegründet und nach ihrem Herkunftsort als Wedmidiwskaja bezeichnet (angelehnt an die ukrainische Entsprechung des heutigen Ortsnamens; von ukrainisch wedmid, russisch medwed für Bär). Wegen häufiger Überfälle der ursprünglich in dem Gebiet ansässigen Tscherkessen wurde sie 1809 an die heutige, über 100 km entfernte Stelle verlegt; trotzdem gilt 1794 zumeist als Gründungsjahr.
Zwischen 1924 und 1927 war die Staniza Verwaltungssitz eines nach ihr benannten Rajons. 1932/33 gehörte Medwedowskaja während der Kollektivierung der Landwirtschaft und der Hungersnot zu den 13 Stanizen des Kubangebietes, die wegen angeblichem Zurückhaltens von Getreide auf einer sogenannten „Schwarzen Schandtafel“ verzeichnet wurden. In Folge wurde ein großer Teil der überlebenden, vorwiegend ukrainischen Bewohner der Staniza (über 4000) in die nördlichen Landesteile deportiert und an ihrer Stelle überwiegend Russen aus anderen Gebieten angesiedelt.

### Bevölkerungsentwicklung
| Jahr | Einwohner |
| ---- | --------- |
| 1897 | 8.888     |
| 1939 | 13.806    |
| 1959 | 11.587    |
| 1979 | 13.464    |
| 2002 | 16.725    |
| 2010 | 16.793    |

Anmerkung: Volkszählungsdaten

## Verkehr
Bei Medwedowskaja liegt die Station Wedmidiwka bei Kilometer 51 (ab Krasnodar) der seit 1972 elektrifizierten Eisenbahnstrecke (Rostow am Don –) Bataisk – Krasnodar, die auf diesem Abschnitt ursprünglich 1914 als Teil der Verbindung Krasnodar (damals Jekaterinodar) – Primorsko-Achtarsk (Station Achtari) in Betrieb gegangen und ab den 1960er-Jahren zur Hauptstrecke ausgebaut worden war. Wie die Bahnstrecke führt am westlichen Ortsrand die Regionalstraße 03K-001 von Krasnodar nach Jeisk (ehemals R268 nach Bataisk) vorbei.